# Quận Anderson, Kentucky
Quận Anderson là một quận thuộc tiểu bang Kentucky, Hoa Kỳ.
Quận này được đặt tên theo Richard Clough Anderson, Jr.. Theo điều tra dân số của Cục điều tra dân số Hoa Kỳ năm 2000, quận có dân số người. Quận lỵ đóng ở Lawrenceburg, Kentucky6.

## Địa lý
Theo Cục điều tra dân số Hoa Kỳ, quận có diện tích 204 dặm vuông Anh (530 km2), trong đó có 2 dặm vuông Anh (5,2 km2) là diện tích mặt nước.

### Quận giáp ranh
- Quận Franklin (bắc)
- Quận Woodford (đông)
- Quận Mercer (đông nam)
- Quận Washington (nam)
- Quận Nelson (tây nam)
- Quận Spencer (tây)
- Quận Shelby (tây bắc)